# Antipop Consortium
Antipop Consortium é um grupo de hip hop alternativo. Foi formado em 1997, quando  Beans, High Priest, M. Sayyid e o produtor Earl Blaize reuniu-se em um grupo de poesia na cidade de Nova Iorque. Eles são notáveis pelo uso de fluxo de consciência em suas letras, e métodos de composição contemporâneos.

## Discografia

### Álbum de estúdio
- Tragic Epilogue (2000, 75 Ark)
- Shopping Carts Crashing (2000, Antipop Recordings)
- Arrhythmia (2002, Warp Records)
- Antipop vs. Matthew Shipp com Matthew Shipp (2003, Thirsty Ear Recordings)
- Fluorescent Black (2009)